# Polyphonius laevigatus
Polyphonius laevigatus là một loài ruồi trong họ Asilidae. Polyphonius laevigatus được Loew miêu tả năm 1848. Loài này phân bố ở vùng Cổ Bắc giới.